# Stretching cellulaire
Le stretching cellulaire (ou étirement cellulaire) est une technique thérapeutique qui consiste en l’application d’une force d’aspiration sur la peau entraînant l’étirement des cellules de l’épiderme, derme et hypoderme mais également du tissu conjonctif qui les entoure (capillaires sanguins, capillaires lymphatiques, fibres de collagène et d’élastine). 
Cette force peut être réalisée par un appareillage à effet vacuum (aspiration) spécialement réglé pour réaliser une dépression entre -60 et -170 Mbar. Ce stimulus mécanique est alors détecté par des mécanorécepteurs présents dans les différentes couches de la peau, ce qui entraine une réponse biologique. 
Dans la littérature ce mécanisme est étudié dans le cadre de protocoles esthétiques, en post-chirurgie et en kinésithérapie. Il est également décrit sous le nom de stimulation mécanique ou mécano-stimulation. 

## Mécanisme d’action
Le stretching cellulaire est un étirement des cellules cutanées, en particulier des fibroblastes (cellules de la peau) et des myocytes (cellules musculaires), obtenu grâce à l’application de cette dépression douce qui entraîne un stimulus mécanique sans créer de varicosités, de pétéchies ou tous autres effets secondaires néfastes. Cette méthode se différencie par sa capacité à créer un collagène sain de bonne qualité et non un collagène cicatriciel (fibreux) en réponse à un traitement trop agressif.   
La peau présente de nombreux mécanorécepteurs dont un en particulier, le Corpuscule de Ruffini qui est sensible à l’étirement. Lorsque la peau est étirée, les mécanorécepteurs traduisent ce stimulus mécanique en influx nerveux, c’est ce qu’on appelle la transduction sensorielle. Cet influx nerveux entraîne une réponse biologique.
Plusieurs réponses biologiques ont été observées à la suite de l'utilisation du stretching cellulaire. Il est notamment montré à travers différentes études une augmentation de la production de collagène par les fibroblastes, une stimulation augmentant la production des facteurs de croissance, une amélioration de la microcirculation en stimulant la production d’oxyde nitrique au niveau des capillaires sanguins (effet de shear-stress).

## Utilisations
Le stretching cellulaire s’utilise dans les domaines de l’esthétique, du sport (kinésithérapie) et de la santé en post opératoire. 

### Utilisations esthétiques
Le stretching cellulaire permet de stimuler la production de collagène par les fibroblastes. Cette stimulation permet de redonner de la fermeté à la peau en augmentant son épaisseur et sa densité (taux de collagène cutané), de redonner de la souplesse, de remodeler la silhouette . Stimuler et réguler la production de collagène permet également de réduire les marques telles que les vergetures et de réduire l’apparence des cicatrices (chéloïde, hypertrophique, acné, etc.) .
De plus, le mécanisme d’aspiration entraine une hyperhémie du tissu cutané (afflux de sang) et permet ainsi une meilleure microcirculation dans les tissus supérieurs (action sur les capillaires sanguins) ainsi qu’un meilleur drainage lymphatique et élimination des toxines à travers le système lymphatique (action sur les capillaires lymphatiques).

### Utilisations en kinésithérapie
Le stretching cellulaire s’exerce principalement sur les différentes couches de la peau mais peut concerner le muscle qui présente également des mécanorécepteurs. Notamment, le stretching cellulaire permet d’augmenter la synthèse protéique des myocytes (cellules musculaire) que ce soit des protéines collagènique ou non. Ainsi, dans le cadre du sport, le stretching cellulaire permet une meilleure récupération après l’effort et réduit les courbatures ainsi que les lésions musculaires.
De plus, en améliorant le drainage lymphatique il permet aussi d’évacuer les toxines résultant d’une importante activité physique, telles que l’acide lactique ou l’acide urique.

### Utilisations en post-opératoire
À la suite d'une opération, la peau réagit en urgence aux traumatismes occasionnés par les canules, scalpel, aiguille, etc. en produisant rapidement une importante quantité de collagène, nommé collagène cicatriciel car ses quatre niveaux d’organisation ne sont pas respectés (structure des protéines primaire, secondaire, tertiaire et quaternaire) du fait de sa constitution rapide (inférieur à 6 semaines). 
Ce phénomène peut entraîner par la suite une fibrose (production en trop grande quantité de collagène de mauvaise qualité). L’utilisation du stretching cellulaire va permettre la résorption de ce collagène de mauvaise qualité en stimulant les métalloprotéases, enzymes spécifiques qui dégradent les molécules de collagène pour permettre leur recyclage par les fibroblastes et en assouplissant la fibrose. 